# ミナミアメリカハイギョ
ミナミアメリカハイギョ (学名：Lepidosiren paradoxa、レピドシレン・パラドクサ）は、ハイギョ目ミナミアメリカハイギョ科の魚。
ミナミアメリカハイギョ科は単型。

## 分類
アフリカハイギョ科と近縁で、前期白亜紀に分化したと考えられている。同じ科に含む見解もあるが、多くの場合別の科に分類される。

## 分布と生息地
南アメリカ大陸のアマゾン川流域、パラグアイ、パラナ川流域に分布する。流れの穏やかな川や沼に生息する。

## 形態
幼体は黒く、金色の斑点が入る。成体は茶色や灰色になる。他のハイギョと同様に、前上顎骨と上顎骨が融合している。体はウナギのように細長く、全長は125 cmに達することもある。胸鰭は薄く糸状で、腹鰭はやや大きく、体の後方に位置する。大半の魚には鰭の基部に複数の骨があるのに対し、本種の鰭の基部は単一の骨であり、これは陸上の脊椎動物と類似している。成体では鰓が退化し、基本的に機能しない。

## 生態
幼体は水生昆虫や貝を、成体はその他にも藻類や甲殻類を歯板で砕いて捕食する。乾季には泥の中に潜り、約30 - 50 cmの深さに部屋を作り、呼吸のために表面にいくつかの穴を空けて休眠を行う。休眠中は水分を逃がさない為に粘膜を作り、代謝を大幅に低下させる。肺の機械受容器の進化により、干ばつと洪水の両方に適応できる。雨季が始まると休眠から目覚め、交尾を始める。その後子育ての為に巣を作る。胚はオタマジャクシに似ており、4 つの鰓がある。巣内に酸素を供給する為、雄は腹鰭の器官から水中に酸素を放出する。幼生は生後約7週間で空気呼吸をするようになる。幼生にはイモリのような鰓がある。本種の化石は恐竜が絶滅した白亜紀と古第三紀の間の大量絶滅の直前、7200万年前から6600万年前のマーストリヒチアンから発見されている。